# Demografia do Canadá

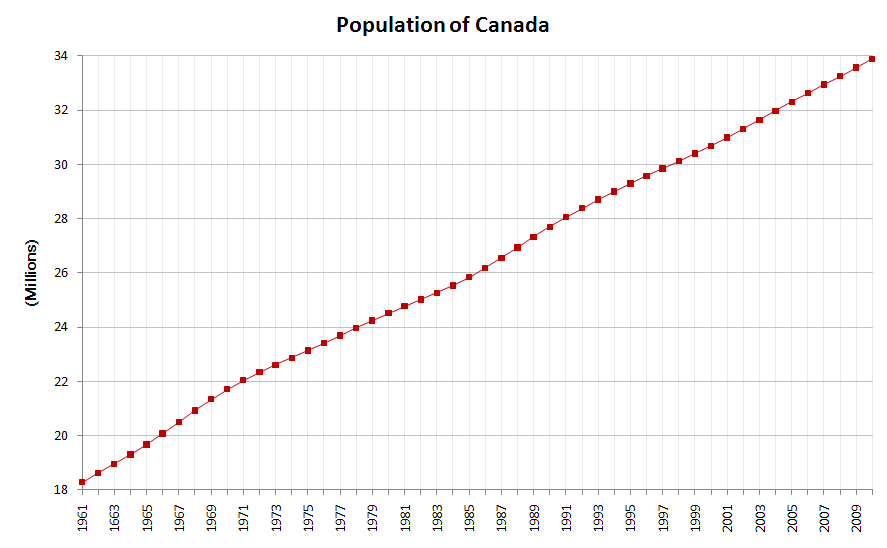
Crescimento populacional do Canadá

Foi estimado, em 2023, que a população do Canadá girasse em torno de 39,6 milhões de pessoas. Segundo o censo oficial de 2021, a população total era de 36 991 981 pessoas, ou aproximadamente 0,5% da população mundial.
Cerca de 32,3% dos canadenses se consideram "etnicamente canadenses". Entre outras auto-definições prevalentes, cerca de 18,3% afirmam ser de origem inglesa, 13,9% de origem escocesa, 13,6% de origem francesa (os franco-canadianos), 13,4% se consideram de origem irlandesa, 9,6% alemães e 5,1% afirmam ser de origem chinesa. Durante o censo de 2018, contudo, pessoas poderiam escolher múltiplas etnias.
Cerca de 22% da população, por volta de 7,7 milhões de pessoas, nasceram no estrangeiro, com cerca de 60% dos imigrantes que entraram no Canadá nas últimas décadas vindo da Ásia, especialmente da China e da Índia. Inglês e francês são as línguas oficiais do país, uma herança colonial do Império Britânico e da França. Cerca de 58,7% da população tem o inglês como língua nativa, com outros 22% tendo a língua francesa como língua materna. Entre outras línguas faladas, em menor nível, está o panjabi (1,4%), italiano (1,3%), espanhol (1,3%), alemão (1,3%), cantonês (1,2%), tagalo (1,2%), árabe (1,1%), etc.

## Pirâmide etária
(estimativa de 2019)
- 0-4: Meninos 1 025 724 (2,8%); Meninas 972 269 (2,6%)
- 5-9: Meninos 1 039 281 (2,8%); Meninas 990 295 (2,7%)
- 10-14: Meninos 1 032 337 (2,8%); Meninas 985 219 (2,6%)
- 15-19: Homens 1 015 262 (2,7%); Mulheres 964 144 (2,6%)
- 20-24: Homens 1 180 203 (3,2%); Mulheres 1 126 826 (3,0%)
- 25-29: Homens 1 324 827 (3,6%); Mulheres 1 289 167 (3,5%)
- 30-34: Homens 1 268 772 (3,4%); Mulheres 1 269 416 (3,4%)
- 35-39: Homens 1 282 564 (3,4%); Mulheres 1 292 097 (3,5%)
- 40-44: Homens 1 198 323 (3,2%); Mulheres 1 210 002 (3,2%)
- 45-49: Homens 1 182 455 (3,2%); Mulheres 1 185 505 (3,2%)
- 50-54: Homens 1 249 791 (3,4%); Mulheres 1 245 786 (3,3%)
- 55-59: Homens 1 405 452 (3,8%); Mulheres 1 400 019 (3,8%)
- 60-64: Homens 1 246 308 (3,3%); Mulheres 1 261 963 (3,4%)
- 65-69: Homens 1 023 523 (2,7%); Mulheres 1 066 261 (2,9%)
- 70-74: Homens 835 310 (2,2%); Mulheres 902 671 (2,4%)
- 75-79: Homens 537 586 (1,4%); Mulheres 624 921 (1,7%)
- 80-84: Homens 345 716 (0,9%); Mulheres 444 078 (1,2%)
- 85+: Homens 312 957 (0,8%); Mulheres 545 547 (1,5%)

### Idade média
- Total: 81.38 anos (estimativa de 2011)

Por província e território, censo de 2001:
1. Nova Escócia: 38,8
2. Québec: 38,8
3. Novo Brunswick: 38,6
4. Colúmbia Britânica: 38,4
5. Terra Nova e Labrador: 38,4
6. Ilha do Príncipe Eduardo: 37,7
7. Ontário: 37,2
8. Manitoba: 36,8
9. Saskatchewan: 36,7
10. Yukon: 36,1
11. Alberta: 35,0
12. Territórios do Noroeste: 30,1
13. Nunavut: 22,1

- Canadá: 37,6

## Crescimento populacional
Crescimento populacional médio anual:  0,94% (estimativa 2016)
Crescimento populacional (2011-2016) por província e território
1. Nunavut: 12,7%
2. Alberta: 11,6%
3. Saskatchewan: 6,3%
4. Yukon: 5,8%
5. Manitoba: 5,8%
6. Colúmbia Britânica: 5,6%
7. Ontário: 4,6%
8. Québec: 3,3%
9. Ilha do Príncipe Eduardo: 1,9%
10. Terra Nova e Labrador: 1,0%
11. Territórios do Noroeste: 0,8%
12. Nova Escócia: 0,2%
13. Novo Brunswick: -0,5%

- Taxa de natalidade:  10,3 nascimentos/1 000 habitantes (2017)
- Taxa de mortalidade: 8,7 mortes/1 000 habitantes (2017)
- Taxa de imigração: 5,7 imigrantes(s)/1 000 habitantes (2017)
- Composição sexual:
  - Ao nascimento: 1,05 homens/mulheres
  - Menores de 15 anos: 1,05 homens/mulheres
  - 15 a 64 anos: 1,01 homens/mulheres
  - 65 anos e mais: 0,74 homens/mulheres
  - Total: 0,98 homens/mulheres (2017)
- Taxa de mortalidade infantil: 4,5 mortes/1 000 nascimentos (2017)
- Expectativa de vida:
  - População em geral: 81,9 anos
  - Homens: 79,2 anos
  - Mulheres: 84,6 anos (2017)
- Taxa de fertilidade: 1,6 criança para cada mulher (2017)

| Províncias ou territórios | População         | Área (km²)        | Densidade (hab/km²) | %                 |
| ------------------------- | ----------------- | ----------------- | ------------------- | ----------------- |
| Ontário                   | 13,448,494        | 1,076,395         | 14,8                | 38,39%            |
| Quebec                    | 8,164,361         | 1,365,128         | 6,0                 | 23,61%            |
| Colúmbia Britânica        | 4,648,055         | 925,186           | 5,0                 | 13,14%            |
| Alberta                   | 4,067,175         | 642,317           | 6,04                | 10,89%            |
| Manitoba                  | 1,278,365         | 553,556           | 2,3                 | 3,61%             |
| Saskatchewan              | 1,098,352         | 591,670           | 1,9                 | 3,09%             |
| Nova Escócia              | 923,598           | 53,338            | 17,4                | 2,75%             |
| Novo Brunswick            | 747,101           | 71,450            | 10,5                | 2,24%             |
| Terra Nova e Labrador     | 519,716           | 373,872           | 1,4                 | 1,54%             |
| Ilha do Príncipe Eduardo  | 143,907           | 5,660             | 25,1                | 0,42%             |
| Territórios do Noroeste   | 41,786            | 1,183,085         | 0,03                | 0,12%             |
| Yukon                     | 35,874            | 474,391           | 0,07                | 0,1%              |
| Nunavut                   | 35,944            | 1,936,113         | 0,01                | 0,1%              |
| Fontes                    | Statistics Canada | Statistics Canada | Statistics Canada   | Statistics Canada |

## Raças e etnias
Os respondentes do censo canadense de 2001 estiveram livres para reivindicar ascendência de qualquer raça e grupo étnico que se aplicasse, e por isto, muitas pessoas pertencem a mais de um grupo étnico, e a percentagem para cada etnia pode não somar 100% no total. Porém, a escolha mais popular foi "canadense", e isto pode significar que outros resultados não são confiáveis como um registro de recordação da relativa prevalência das diversas etnias representadas por outras escolhas.
13,4% da população canadense pertencem a uma minoria visível (nativos americanos não são considerados uma minoria visível no Canadá). Em comparação com os Estados Unidos, o Canadá possui uma maior percentagem de ingleses, franceses, escoceses, portugueses e ucranianos, bem como brancos e nativos americanos em geral, e uma menor percentagem de alemães, italianos, irlandeses, mexicanos, polacos, escandinavos e negros.
- Canadenses (39,42%)
- Ingleses (20,17%)
- Franceses (15,75%)
- Escoceses (14,03%)
- Irlandeses (12,9%)
- Alemães (9,25%)
- Italianos (4,29%)
- Ucranianos (3,61%)
- Chineses (3,29%)
- Nativos americanos (3,38%)
- Neerlandeses (3,12%)
- Poloneses (2,76%)
- Sul-asiáticos (2,41%)
- Afro-canadenses (2,23%)
- Noruegueses (1,23%)
- Portugueses (1,21%)
- Galeses (1,18%)
- Judeus (1,18%)
- Russos (1,14%)
- Filipinos (1,11%)
- Métis (1,04%)
- Suecos (0,95%)
- Húngaros (0,90%)
- Luso fônico/Brasileiros (0,88%)
- Australianos/Polinésios (0,32%)

## Religião
Religiões no Canadá em 2011 (Pesquisa Nacional de Domicílios de 2011)
Percentagem da população do Canadá por afiliação religiosa (2001)
- Católicos: 43,2%
- Protestantes: 29,2%
- Igreja Católica Ortodoxa: 1.6%
- Islâmicos: 2%
- Judeus: 1,1%
- Budistas: 1%
- Hinduístas: 1%
- Sikh: 0,9%
- Sem religião: 16,2%

## Idiomas
- Inglês 59,3% (oficial)
- Francês 23,2% (oficial)
  - Italiano 1,6%
  - Alemão 1,5%
  - Cantonês 1,1%
  - Português 1,0%

## Alfabetismo
- Definição: pessoas com mais de 15 anos capazes de ler e escrever.
- População total: 99% (1999)
- Homens: 99%
- Mulheres: 99%